# Illiniza
Az Illiniza egy kialudt rétegvulkán Ecuadorban, Quitótól 52 km-re délnyugatra. Két hóborította csúcsa van, az Illiniza Sur (5248 m) és Illiniza Norte (5126 m). Sok útikönyv a nevet csak egy L-el írja: Iliniza.

## Külső hivatkozások
- Illinizas: Etymology Archiválva 2008. június 17-i dátummal a Wayback Machine-ben
- Fényképek az Andokról